# Choi Yoo-jung
Dans ce nom coréen, le nom de famille, Choi, précède le nom personnel.
Pour les articles homonymes, voir Choi.
Choi Yoo-jung (en coréeen 최유정), aussi connue sous le mononyme de Yoojung, née le 12 novembre 1999 à Guri, est une chanteuse et actrice sud-coréenne.

## Biographie

### Premières années et éducation
Durant son enfance, elle rêve de devenir enseignante ou policière puis s'intéresse au spectacle. Elle rejoint l'agence Fantagio et se forme pendant quatre ans et sept mois au sein de l'entreprise. Elle est élève du lycée pour filles de Guri puis intègre l'école des arts du spectacle de Séoul en même temps que Kim Do-yeon.

### Carrière

#### 2016:Produce 101et I.O.I
En janvier 2016, Choi rejoint la première saison sud-coréenne de télé-crochet de girls bands, Produce 101 avec Kim Do-yeon et trois autres stagiaires de Fantagio dans l'espoir de faire ses débuts dans un groupe de filles de onze membres qui ferait de la promotion pendant un an avec YMC Entertainment. Choi est choisie par un télévote comme interprète principale du générique de l'émission Pick Me, qui a sa première vidéo musicale un mois avant la diffusion de la première émission dans l'émission du 17 décembre 2015 de M Countdown. Choi et Kim se classent respectivement 3e et 8e lors de la finale de l'émission le 1er avril 2016, ce qui leur permet de faire leurs débuts en tant que membres d'I.O.I. Le 4 mai 2016, I.O.I sort son premier single Dream Girls dont les parties rap sont écrites par Choi et Im Na-young. Les deux membres écrivent également les paroles de l'introduction de l'EP I.O.I. Le groupe est promu en tant que groupe de sept membres dont Choi fait partie avec Kim, sortant le single Whatta Man le 9 août 2016. I.O.I publie une bande originale, Choi collabore avec ses collègues membres Chungha, Jeon So-mi et Ki Hui-hyeon, une autre concurrente de Produce 101, pour le single numérique Flower, Wind and You. La chanson se classe au numéro 42 du Gaon Digital Chart. Elle apparaît dans le clip de la chanson Breathless du boys band Astro, sorti le 1er juillet 2016. En novembre 2016, Choi rejoint le casting de l'émission de variétés musicales Golden Tambourine de Mnet. Elle sort le single Rise and Fall avec les chanteurs Yoo Se-yoon, Shim Hyung-tak et Jo Kwon dans le cadre de la bande originale officielle de l'émission.

#### 2017–2019: Début avec Weki Meki et WJMK
Après que I.O.I se sépare le 29 janvier 2017 et met fin au contrat avec YMC Entertainment, Choi Yoo-jung et Kim Do-yeon tournent une émission de téléréalité aux États-Unis intitulée Dodaeng's Diary in LA, diffusée sur TVING. Quelques mois plus tard, Fantagio annonce son intention de lancer un nouveau girls band, qui s'appellera Weki Meki. Choi et Kim font leurs débuts officiels avec le groupe le 8 août 2017, avec la sortie du single I Don't Like Your Girlfriend et de l'EP de six titres Weme dont certaines paroles sont écrites par Choi.
Le 2 mai 2018, Starship Entertainment et Fantagio annoncent leur intention de former un supergroupe de quatre membres avec des membres de leurs girls bands respectifs Cosmic Girls et Weki Meki, qui s'appellera WJMK. Choi et Kim de Weki Meki et Seola et Luda de Cosmic Girls sortent le single Strong le 1er juin 2018, accompagné du clip qui l'accompagne. Le 8 août, elle rejoint l'émission de télé-réalité de JTBC Secret Unnie avec Hani d'EXID.
Choi fait partie de l'émission My Mad Beauty 3 aux côtés de Park Na-rae, Mijoo et Han Hye-jin. Elle participe également à l'émission de variétés The Gashinas. En septembre 2019, Choi participe au télé-crochet V-1 avec différentes membres du groupe de filles, où seules les douze meilleures en termes de votes à la fin seront les gagnantes. Elle est éliminée dans le premier épisode, après avoir perdu contre Suyeon, une membre de Weki Meki.

#### 2020–présent: Carrière d'actrice et carrière solo
En 2020, Choi Yoo-jung fait ses débuts d'actrice dans la web-série dramatique Cast: The Golden Age of Insiders. Le 4 mai 2021, Choi et les membres d'I.O.I célèbrent le cinquième anniversaire du groupe avec une émission en direct de retrouvailles. Le 17 septembre 2021, Choi participe au single With a Summer Night de Dotoli. Le 11 octobre 2021, Choi figure sur la chanson du DJ coréen Raiden It Was't Me dans son premier EP Love Right Back. Le 17 janvier 2022, Choi participe à Lazy de Jinjin dans le premier EP Restore de Jinjin & Rocky. Le 13 août 2022, Choi sort le single numérique Uh-ra? avec le rappeur Ahn Byung-woong.
Le 23 août 2022, on annonce que Choi Yoo-jung fera ses débuts en solo en septembre, puis trois jours plus tard que le premier single de son album, Sunflower, sortira le 14 septembre 2022.
En mars 2023, elle participe à l'émission de KBS Battle Trip. En septembre, elle participe à l'émission de télé-réalité de rencontres Blossom with Love.